# Marta Lynch

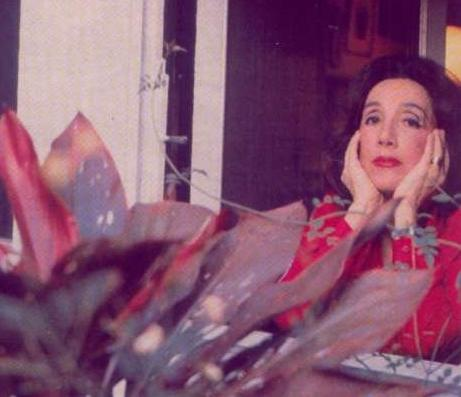
Marta Lynch

Marta Lynch, eigentlich Marta Lía Frigerio, (* 8. März 1925 in Buenos Aires; † 8. Oktober 1985 ebenda) war eine argentinische Schriftstellerin. 
Lynch studierte an der Universidad de Buenos Aires Philologie. Dort lernte sie den Juristen Juan Manuel Lynch kennen und heiratete ihn später. Mit ihm hatte sie zwei Kinder, Marta Juana und Enrique. 

## Rezeption
Aufsehen erregte Lynchs Roman „La alfombra roja“, da sie in ihm die politische Landschaft ihres Landes beschreibt. Protagonist ist dabei ein rücksichtsloser Politiker, der menschenverachtend seinen Plan verfolgt an die Macht zu kommen. Diese Art des Machiavellismus deutet Lynch nicht als die Ausprägung eines Individuums, sondern sie sieht darin die Realität des in seiner Gesamtheit verkommenen politischen Systems. 
Ähnlich schonungslos thematisiert Lynch in ihrem Roman „Al vencedor“ den Zerfall einer Gesellschaft. Auseinandergebrochen in einen kleinen privilegierten Teil und den Verlierern der Gesellschaft ist keinerlei Annäherung bzw. Verständigung mehr möglich.

## Ehrungen
- 1970 – Premio Municipal für „Cuentos de colores“

## Werke (Auswahl)
Romane
- Al vencedor. 1965.
- La alfombra roja. 1962.
- Después del verano. 1963.
- La señora Ordoñez. 1967.

Erzählungen
- Los cuentos de colores. 1970.
- Los cuentos tristes. 1966.